# Ciprofloxacino
El ciprofloxacino es un antibiótico del grupo de las fluoroquinolonas con efectos bactericidas. Su modo de acción consiste en paralizar la replicación bacterial del ADN al unirse con una enzima llamada ADN girasa, que queda bloqueada. La función de la ADN girasa es deshacer el superenrollamiento de la doble cadena de ADN, permitiendo que otras enzimas puedan proceder a la replicación propiamente dicha. La bacteria queda incapacitada para dividirse y finalmente muere.

## Actividad
Es un antibiótico de amplio espectro, activo contra las bacterias Gram-positivo y Gram-negativo. Funciona inhibiendo la ADN girasa, un tipo IV de topoisomerasa, que es una enzima necesaria para separar el ADN durante 
la división celular. Es efectivo contra:
- Enterobacteriaceae
- Vibrio
- Haemophilus influenzae
- Haemophilus ducreyi
- Neisseria gonorrhoeae
- Neisseria meningitidis
- Moraxella catarrhalis
- Brucella
- Campylobacter
- Mycobacterium intracellulare
- Trichomonas vaginalis
- Legionella sp.
- Pseudomonas aeruginosa
- Bacillus anthracis

Pobre actividad contra:
- Streptococcus pneumoniae
- Chlamydia trachomatis
- Chlamydia pneumoniae

Ninguna actividad contra:
- Bacteroides
- Burkholderia cepacia
- Enterococcus faecium
- Ureaplasma urealyticum
- Streptococcus pyogenes

- y otros

Uno de los efectos adversos más comunes a causa de su uso es la irritación gastrointestinal, que generalmente ocurre con muchos antibióticos, lo cual es de esperar ya que la flora intestinal está compuesta por bacterias que favorecen la digestión y absorción de nutrientes y que también son afectadas por los antibióticos. Debido a su seguridad general, potencia y actividad de amplio espectro, el ciprofloxacino era inicialmente reservado como un fármaco de último recurso, para su uso con dificultades y resistencia antibiótica de las infecciones. Como con cualquier antibiótico, su tiempo de uso ha llevado al incremento de infecciones resistentes al ciprofloxacino, principalmente las intra-hospitalarias. También están implicados en el aumento de bacterias resistentes el uso de fluoroquinolonas, que son de bajo costo y menor potencia, y el uso masivo de ciprofloxacino y otros antibióticos en la suplementación de la alimentación animal, que lleva a una mayor y más rápida ganancia de peso, por causas no aclaradas.
En cultivo celular se la usa para tratar infecciones por micoplasma.

## Información de etiquetas

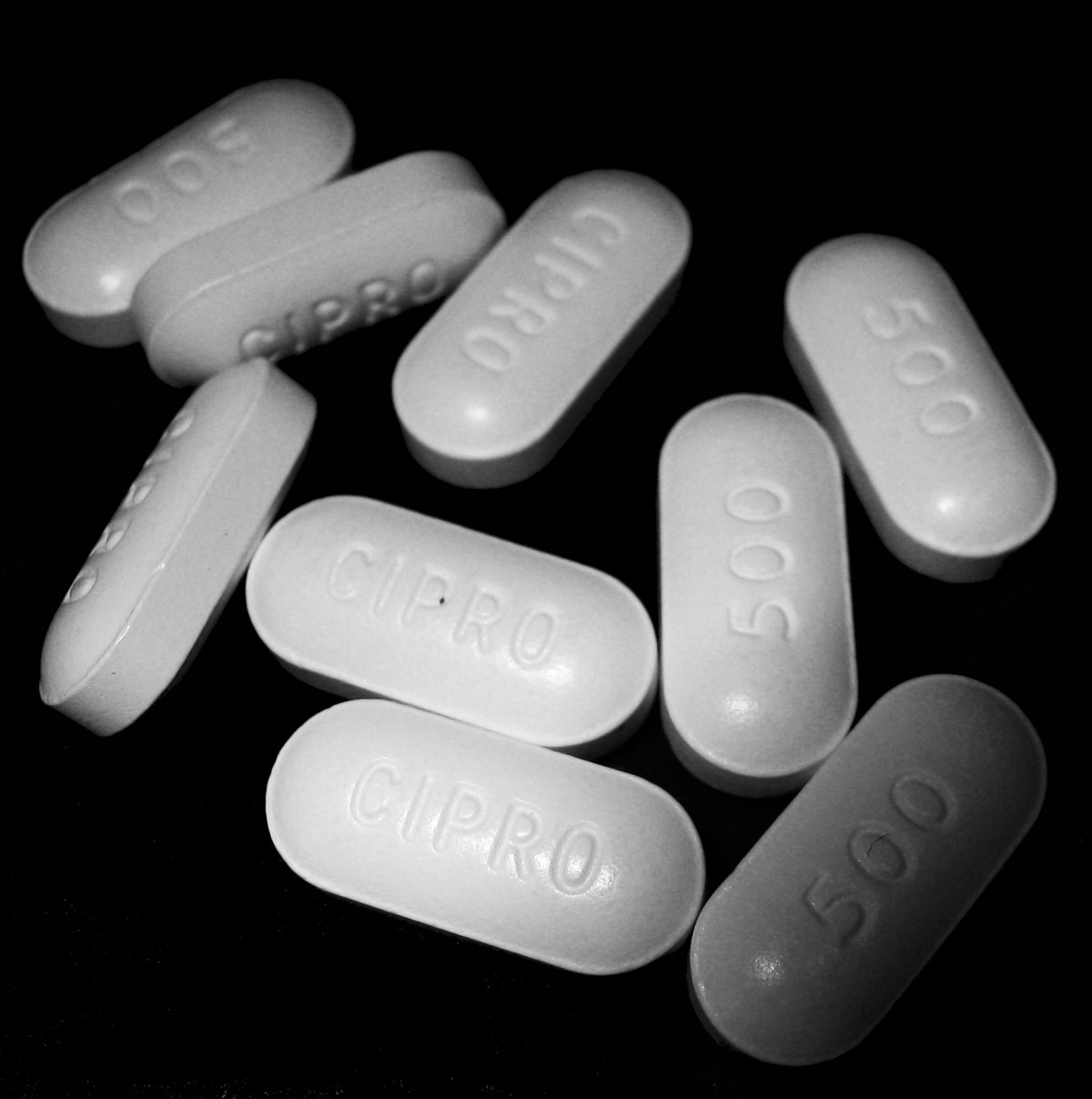
Comprimidos de ciprofloxacina 500 mg, comercializados como Cipro®.

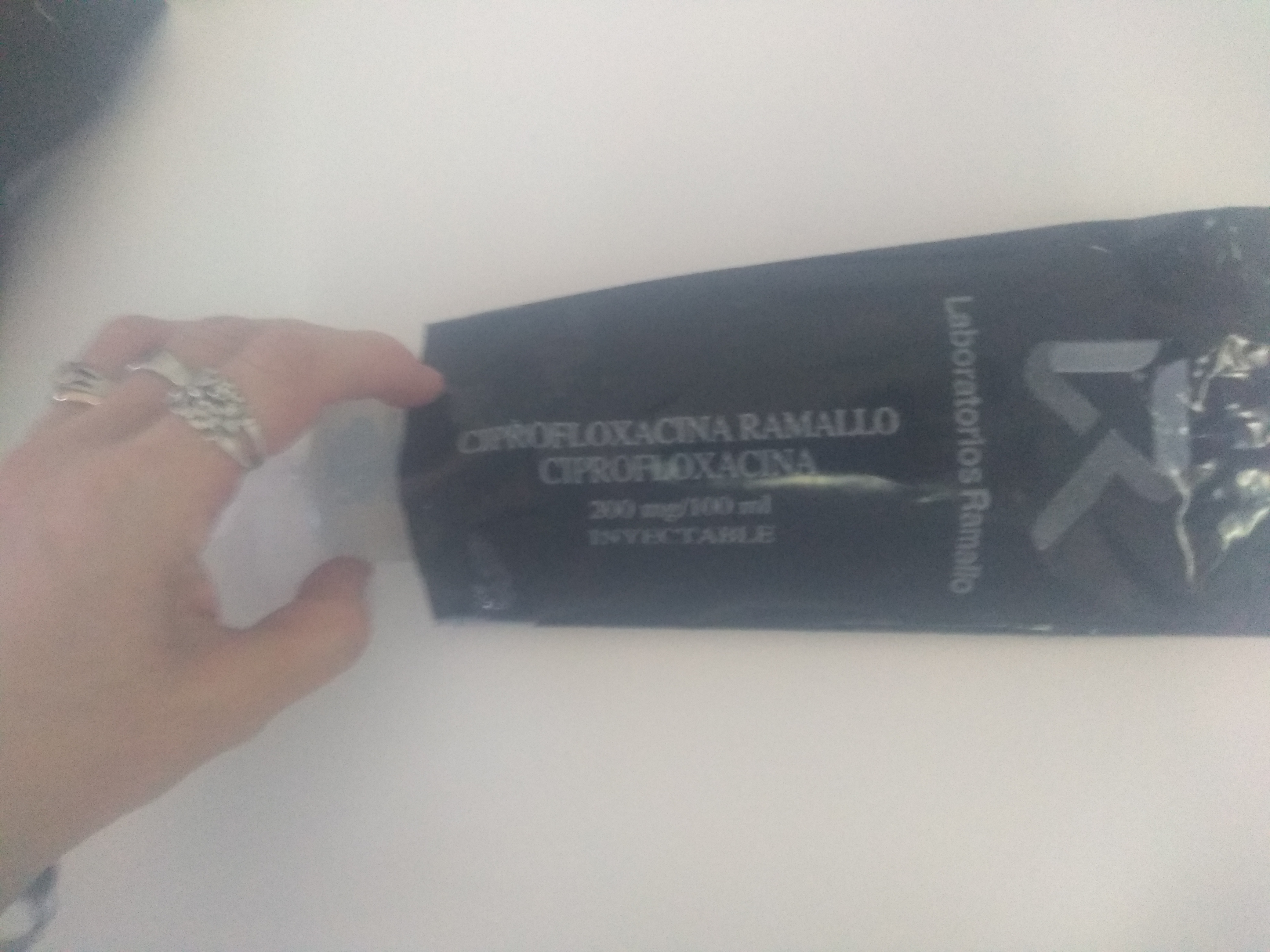
ciprofloxacina 200 mg sachet bolsa oscura para proteger de los efectos de la luz

Fármaco disponible para toma oral, parenteral y tópica (ciprofloxacino ótico). Se usa en infección respiratoria (neumonía), infección urinaria, enfermedades de transmisión sexual, septicemia, legionelosis y atípicas micobacteriosis. La dosis de tratamiento en infección respiratoria es de 500-1500 mg/día en 2 tomas.
Está contraindicada en niños, embarazadas y pacientes con epilepsia. El ajuste de dosis o discontinuación puede ser necesario con fallo hepática o renal.
El ciprofloxacino puede provocar reacciones de fotosensibilidad y puede elevar los niveles de teofilina hasta hacerlos tóxicos. Puede provocar estreñimiento e hipersensibilidad a la cafeína. El ciprofloxacino también puede provocar inflamación de articulaciones y cartílagos.
El ciprofloxacino puede provocar agitación en el adulto joven sano.
Una precaución muy importante que debe tenerse en cuenta es que la estabilidad de algunos medicamentos puede verse alterada por  la luz. Estas drogas se describen como fotosensibles y deben protegerse de la luz ya sea natural o artificial para evitar su deterioro. Una forma de protegerlos es acondicionarlos en envases opacos, que le dan abrigo de la luz, por ejemplo en ampollas para inyección color caramelo o bolsas oscuras para viales. 
Además se aconseja guardar estos fármacos dentro de sus envases hasta su utilización. 

## Efectos secundarios
La incidencia de efectos adversos para ciprofloxacino es aceptable y relativamente segura. Aproximadamente 9% de los pacientes a los que se les administra el medicamento experimentan efectos indeseables de leves a moderados, con una mayoría relacionados con problemas metabólico-nutricionales y del sistema nervioso central. Comparada a otras fluoroquinolonas la incidencia y gravedad de los efectos de ciprofloxacino es bajo. Sin embargo, se han documentado casos de pacientes que han desarrollado síndrome de Stevens-Johnson.